# Claudia Faniello
Claudia Faniello (Qawra, Malta, 25 de febrero de 1988) es una cantante maltesa de ascendencia italiana conocida por representar a Malta en el Festival de la Canción de Eurovisión 2017 con la canción «Breathlessly». No consiguió clasificarse para la gran final, quedando en el puesto 16 en la segunda semifinal, por encima de Lituania y por debajo de Macedonia con 55 puntos.

## Biografía

### Primeros años
De ascendencia italiana, nació el 25 de febrero de 1988 en la ciudad maltesa de Qawra. Tiene una hermana, llamada Miriana, y un hermano, el también cantante Fabrizio Faniello, que representó a Malta en el Festival de la Canción de Eurovisión 2001 y en el Festival de la Canción de Eurovisión 2006.
Cuando tenía 12 años de edad, empezó a participar en numerosos programas de televisión y festivales de música, en los que siempre conseguía las primeras posiciones.
En 2001 ganó el espectáculo Talentissimi Juniors, organizado por Actreact y celebrado en el Hotel Phoenicia de La Valeta.
También cabe destacar que al año siguiente cantó en vivo junto a la Orquesta Filarmónica de Malta en un evento benéfico organizado por la Universidad de Malta, cuyos beneficios iban destinados íntegramente para ayudar a los niños más empobrecidos. En este evento también fue acompañada por los eurovisivos Julie & Ludwig y su hermano Fabrizio.
En 2003 cantó con su hermano en el Festival Mediterranean Conference y un año después volvió a cantar de nuevo con su hermano y con la Orquesta Filarmónica de Malta, además se unieron Nadine Axisa y Philippa.
En 2005 se clasificó en la cuarta temporada del programa de televisión, Hotspot, y en 2006 fue la ganadora del Festival Kanzunetta Indipendenza con la canción "Ma Nafx", que fue compuesta por Ray Agius.

### 2006 -
En 2006 se presentó por primera vez a la selección nacional eurovisiva, Malta Song for Europe, donde antes de conseguir ganarlo en la actualidad, se presentó un total de 9 veces.
La primera canción que presentó fue "High Alert!", con la que quedó en 12.ª posición, pero sin embargo logró el Premio al Mejor Artista Revelación. Por ejemplo en 2007 a pesar de clasificarse para la semifinal con "L-Imħabba Għamja", se quedó a las puertas de la final en 7.ª posición, a la que solamente pasaban los seis primeros.

## Discografía

### Álbum
- Convincingly Better (2010)

### Singles
- "Ma Nafx" (2006)
- "High Alert!" (2006)
- "Wild Flower" (2007)
- "L-imhabba ghamja(2007)
- "Caravaggio" (2008)
- "Sunrise" (2008)
- "Blue Sonata" (2009)
- "Samsara" (2010)
- "I Hate This Song" (2010)
- "Movie In My Mind" (2011)
- "Pure" (2012)
- "When It's Time" (2013)
- "One fine day" (2014)
- "Miles Away" (2015)
- "You Said" (2016)
- "Breathlessly" (2017)